# 倫巴第-威尼托王國
倫巴第-威尼托王國（義大利語：Regno Lombardo-Veneto），简称伦巴第-威尼托，是一個位於意大利北部的王國，並由當時的奧地利帝國所控制。此王國是根據歐洲列強在維也納會議中所作出之協定而建立。其後於1859年及1866年，倫巴第及威尼托漸次被割讓予薩丁尼亞王國及後來由薩丁尼亞主導的意大利王國，此一國家亦不復存在。

## 歷史

### 拿破崙的慘敗
控制伦巴底的米兰公国在西班牙王位继承战争结束后被奥地利夺取，而威尼斯共和国则于拿破仑远征意大利后被法奥两国瓜分。倫巴第及威尼托在第三次反法同盟战役后一度共同成為意大利王國的组成部分。1813年8月20日，在拿破崙從災難性的俄羅斯戰役中歸來並被普魯士人拋棄後，他曾經的盟友，奧地利也向他宣戰。它在海因里希·冯·贝勒加德元帥的領導下組建了一支軍隊入侵義大利，他在1814年2月8日的明喬戰役中被總督歐仁·德·博哈爾內的軍隊擊敗。
然而，在接下來的兩個月里，由於約阿希姆·繆拉的那不勒斯王國於1月11日與奧地利結盟，奧普對法國的平行進攻取得成功；3月31日佔領巴黎、4月6日拿破崙退位。由於米蘭的反法陰謀，博阿爾內的地位大大惡化，在米蘭最優秀的貴族的支援下，導致參議院於4月20日被解僱，部長朱塞佩·普里納（Giuseppe Prina）被殺害：因此，4月23日，總督不得不在曼圖亞簽署投降書。4月26日，奧地利專員安尼巴萊·索馬利耶代表貝爾加德元帥佔領了倫巴第，4月28日，米蘭被17,000名奧地利士兵佔領。
5月25日，貝爾加德解散了已不復存在的義大利王國攝政王，並擔任新君主哈布斯堡皇帝弗朗茨一世的奧地利駐義大利各省全權專員。

### 王國建立
當拿破崙一世於萊比錫戰役遭到敗績以後，列強旋即舉行維也納會議。在會議中，歐洲各國制訂圍堵法國的原則，以防止法國再度擴張。奧地利帝國因此而失去奧屬尼德蘭的領土。所以，列強在會議中再制訂補償原則，把意大利的倫巴第及威尼托重新劃予奧地利帝國，作為補償，即為此國家之建立。

### 哈布斯堡統治時期

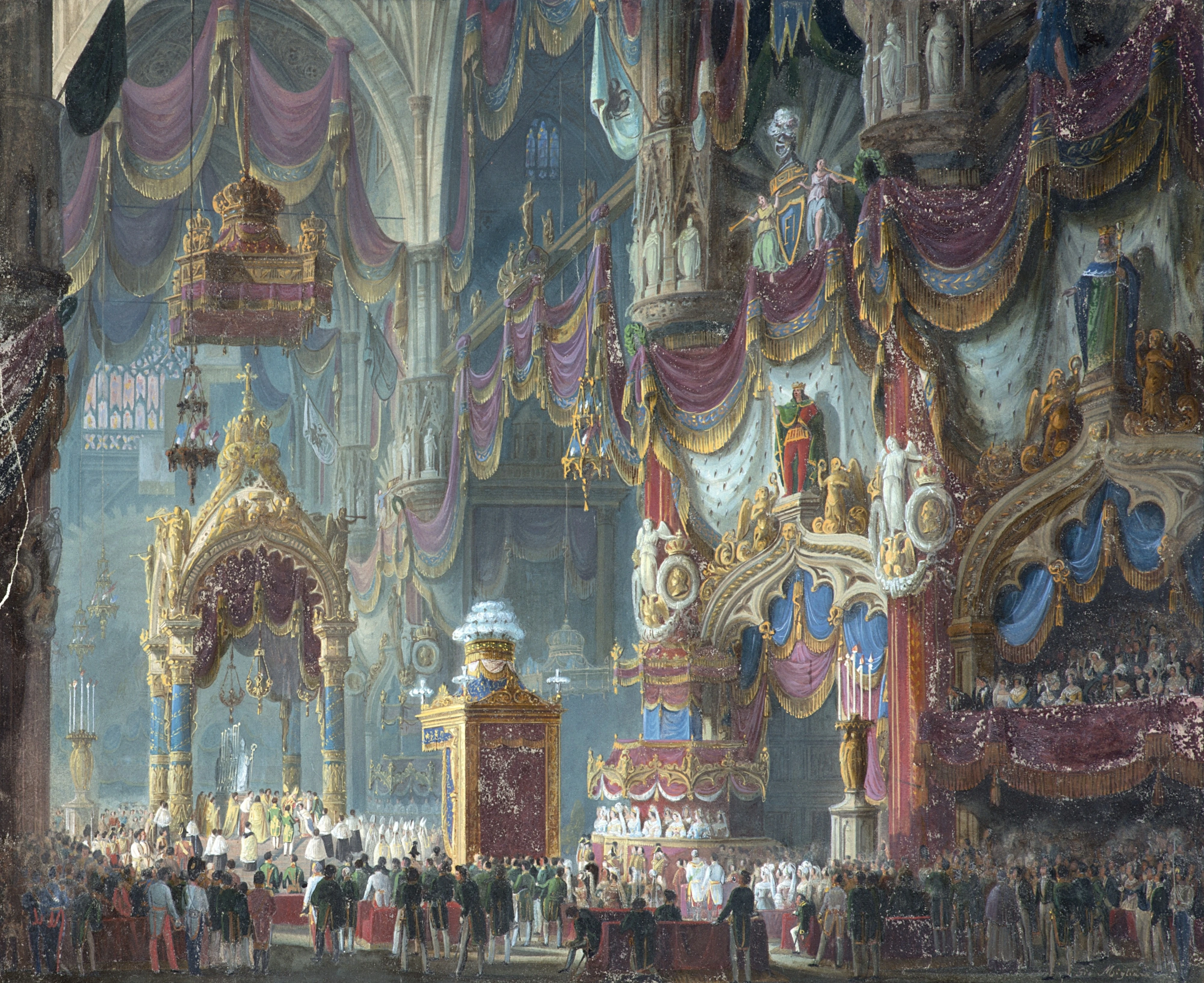
1838年，費迪南德一世加冕為倫巴第-威尼托國王，米蘭大教堂的內部裝飾得非常富麗堂皇

王國的所有高級職位都是由國王任命的，從來不是選舉產生的。這就是為什麼它們主要委託給奧地利德意志人的原因之一。總督、駐紮在義大利的絕大多數軍官（而軍隊反映了帝國人口的異質構成）和總督都是德意志人：因此外國人幾乎絕對控制著王國的生活。在這方面，1832年倫巴第貴族保羅·德·卡皮塔尼（Paolo de'Capitani）和梅特涅之間的一次對話很有名：“有什麼必要讓蒂羅爾人和其他省份的臣民佔據每一個值得注意的職位？」
儘管如此，德意志人和義大利人之間並沒有由於民族不同而產生巨大的矛盾。
王國在前期經歷兩任奧皇（亦是倫巴第威尼托國王）弗朗茨一世（1815年－1848年）及斐迪南一世（1835年－1848年）兩帝的短暫和平統治。
至1848年，革命浪潮席捲歐洲，而倫巴第-威尼托境內的米蘭亦在同年3月22日爆發了反對奧地利的革命，即米蘭市民驅逐了奧地利帝國的駐軍（米蘭五日），並以米蘭作為倫巴第臨時政府（Governo Provvisorio della Lombardia）的首都。在倫巴第臨時政府成立次日，威尼斯城亦發動了反對奧地利的起事。起事之眾建立了威尼斯臨時政府（Governo Provvisorio di Venezia），即聖馬可共和國（Repubblica di San Marco）。適逢奧地利當時在庫斯托札戰役擊敗薩丁尼亞，故立即從戰場調兵鎮壓兩地之叛亂。同年8月6日，倫巴第被奧地利收復；而威尼西亞則在翌年8月24日才受到全面控制。自此兩地復歸奧地利的統治。其後的18年間，兩地一直由奧皇弗朗茨·約瑟夫一世統治，惟獨在1857年至1859年間由總督馬克西米連（即後來的墨西哥皇帝馬西米連諾一世）暫時統治。
1848年革命後，弗朗茨·约瑟夫一世鎮壓新聞自由和恢復私刑審判，將帝國帶向開明專制的強勢統治：他任命的首相巴赫，開始了被稱為「巴赫專制」的鐵腕治國。譬如書刊檢查恢復執行，並實行更嚴格的警察監督，以致所有（資產階級）政治活動的自由都被鎮壓了。行政、司法和財政制度也改組地很有活力，但加重了財務壓力與人民的稅負。

### 消亡
1859年6月24日，薩、法聯軍向奧地利帝國開戰，第二次意大利獨立戰爭爆发。拿破仑三世率领的法军节节获胜，然而由于担心完全统一的意大利王国会对法国南部边境造成威胁以及德意志邦国，特别是普鲁士的干涉，其在7月12日单独和奧地利簽訂《維拉弗蘭卡停戰協定》，並在11月10日簽署《蘇黎世條約》，奧地利割讓倫巴第予薩丁尼亞王國。倫巴第-威尼托王國只剩下威尼托一方的土地。
1866年，普魯士與由薩丁尼亞演變而來的意大利王國達成協議，意大利將會在普奧戰爭中加入普魯士一方，對抗奧地利；而普魯士亦承諾戰後會將威尼西亞交予意大利。同年6月，普奧戰爭爆發（義大利稱第三次意大利獨立戰爭）。奧地利軍隊在波西米亞戰場上節節敗退。戰後，普、奧兩國在同年7月協定《尼科爾斯堡草約》，並於8月23日敲定為《布拉格條約》，奧地利允許普魯士吞併北德諸國，並將德意志邦聯解散；同時奧地利將其控制下的威尼托和曼圖亞移交給法國，然後由法國於1866年10月19日移交給義大利；1866年10月21日至22日舉行的公民投票標誌著義大利的正式吞併。
自此倫巴第-威尼托王國完全由意大利王國所合併，義大利統一事業基本宣告成功，直到4年後吞併教皇國，義大利全境遂告一統。然而，新建立的意大利王国依然与奥地利存在领土纠纷，特别是南蒂罗尔与亚得里亚海沿岸地区，这为其在一战中加入协约国埋下了伏笔。

## 行政

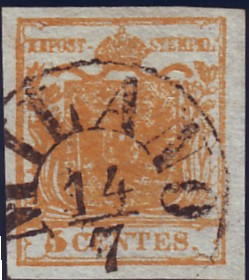
1850年為倫巴第和威尼托發行的奧地利地方郵票

在行政上，倫巴第-威尼西亞王國由兩個獨立政府（Gubernien）組成，分為兩個部分，1851年正式宣佈為獨立的王室領地。每個部分又進一步細分為幾個省，大致相當於義大利拿破崙王國的省份。倫巴第政府管理米蘭、科莫、貝加莫、布雷西亞、帕維亞、克雷莫納、曼圖亞、洛迪-克立瑪及松德里奧各省份；而威尼托政府則管理威尼斯、維羅納、帕多瓦、維琴察、特雷維索、羅維戈、貝盧諾及烏迪內等省份。
根據帝國皇家統計局1855年發布的卡爾·馮·切爾尼格-切爾恩豪森的民族地圖，倫巴第-威尼西亞王國當時的人口為5,024,117人，由以下民族組成：4,625,746名義大利人、351,805名弗留利人、12,084名德意志人、26,676斯洛維尼亞人和7,806名猶太人。
自1428年以來，倫巴第首次作為一個實體重新出現，這也是歷史上第一次「倫巴第」一詞被正式用來專門稱呼該地區，而不是整個義大利北部。
政府在內部和外部溝通和文件中使用義大利語作為語言，該語言在政治、金融或司法領域的主導地位並未受到奧地利官員的質疑。義大利文的《米蘭報》是王國的官方報紙。行政部門僱用的公務員主要是義大利人，其中只有約10%是從奧地利帝國其他地區招募的。一些講義大利語和德語的雙語公務員來自鄰近的蒂羅爾伯國。然而德語是軍隊的指揮語言，高級警察官員都是來自帝國其他地區的母語為德語的人。最高總督職位也由奧地利貴族保留。

奧地利將軍卡爾·馮·舍恩哈爾斯在他的回憶錄中寫道，奧地利政府得到了農村人口和在帕維亞和帕多瓦大學受過教育的中產階級的支持，他們能夠在政府中謀求職業。

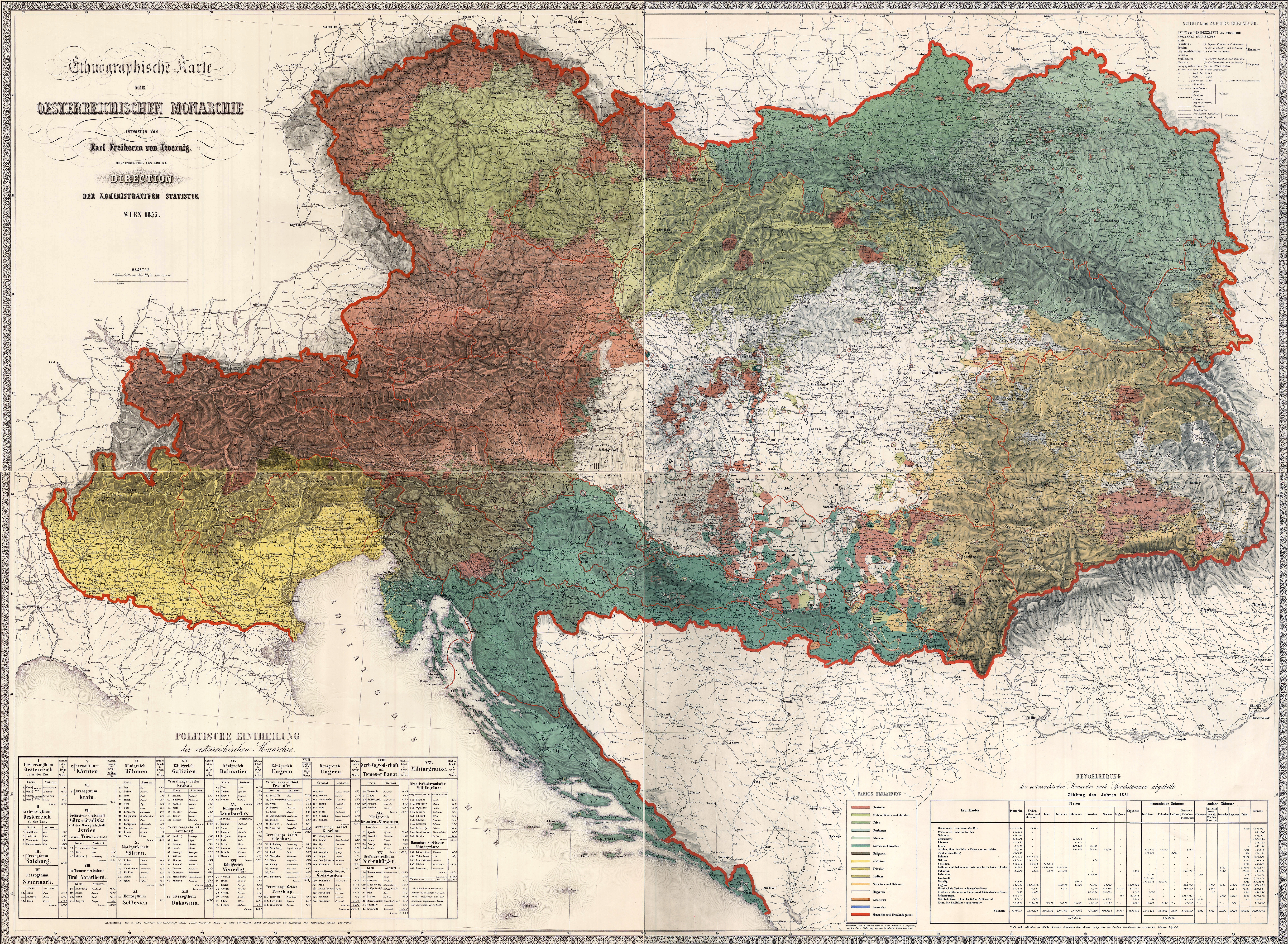
1855年的奧地利帝國民族地圖，黃色為義大利人
倫巴第-威尼托王國省份
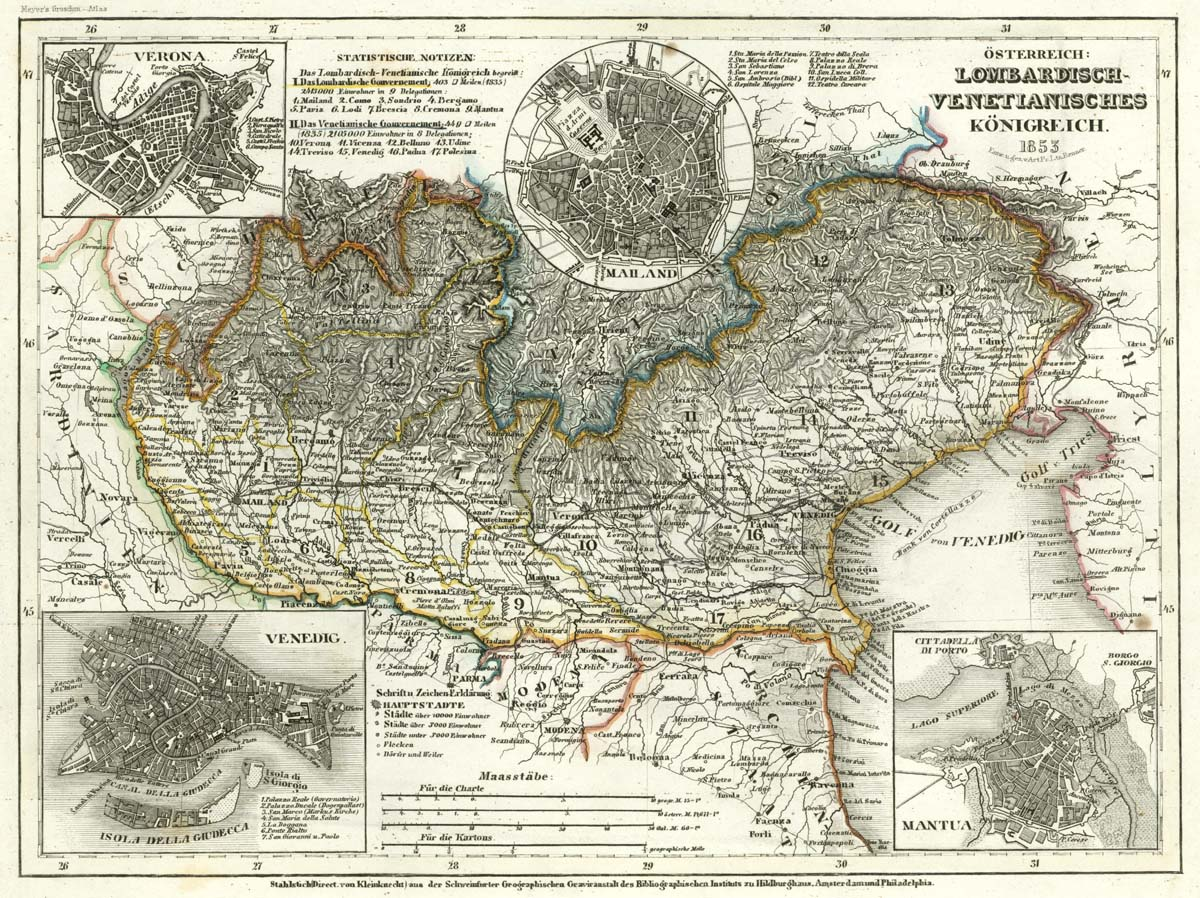
倫巴第-威尼托王國詳圖

## 社會

### 人口

人口密度

1857年，倫巴第-威尼斯王國擁有5,159,247名居民是義大利半島上人口第二多的國家，僅次於兩西西里王國。人口密度為每平方公里107.45人，高於西西裡島倫巴第大區的年人口增長率約為0.72%，高於威尼托在建立之初，該王國有4,124,938人居住，在倫巴第的奧地利攝政期間增加了約100萬人。
倫巴第是王國人口最多的地區，特別是在1857年，它有2,865,518名居民，其中約31.2%的人年齡在15歲以下該地區和王國人口最多的城市是米蘭，1815年有121,600名居民，1859年增長到183,961人，人口第二多的是佈雷西亞，1825年有32,911名居民，同年超過兩萬居民的城市是：貝加莫、克雷莫納、曼圖亞和帕維亞。貝加莫省是倫巴第大區最大的省份，其次是松德里奧省，該省的密度最低，而米蘭省則人口人口最密。
1857年，威尼托有2,293,729名居民，其中約34.3%未滿15歲，7.5%超過60歲該地區人口最多的城市是威尼斯，其人口保持相當穩定，從1825年的109,927人增加到1857年的118,118,172人。1825年，該地區人口第二多、王國第三大城市是維羅納，約有60,000名居民，其次是帕多瓦，47,000名居民和維琴察，30,000名居民。烏迪內省是王國最大的省份，面積幾乎是貝加莫的兩倍。貝盧諾省是人口密度最低的省份，與桑德里奧省一樣，它主要由山區地形組成。

### 宗教
在倫巴第-威尼斯王國，最普遍的宗教是天主教信仰，該信仰已被宣佈為國家的官方宗教，但儘管如此，其他邪教也被容忍。王國的天主教會在倫巴第與米蘭大主教管區一起組織，米蘭大主教管區有八個教區，在威尼托與威尼斯宗主教區及其十個教區一起組織。在米蘭教區和貝加莫教區的一部分，實行安博禮，而在其他教區實行羅馬禮。

## 經濟
自成立以來，倫巴第-威尼托王國的經濟大致以農業為基礎。允許國家維持生計和出口的基本作物包括小麥、大麥、黑麥，尤其是大米。

### 商業

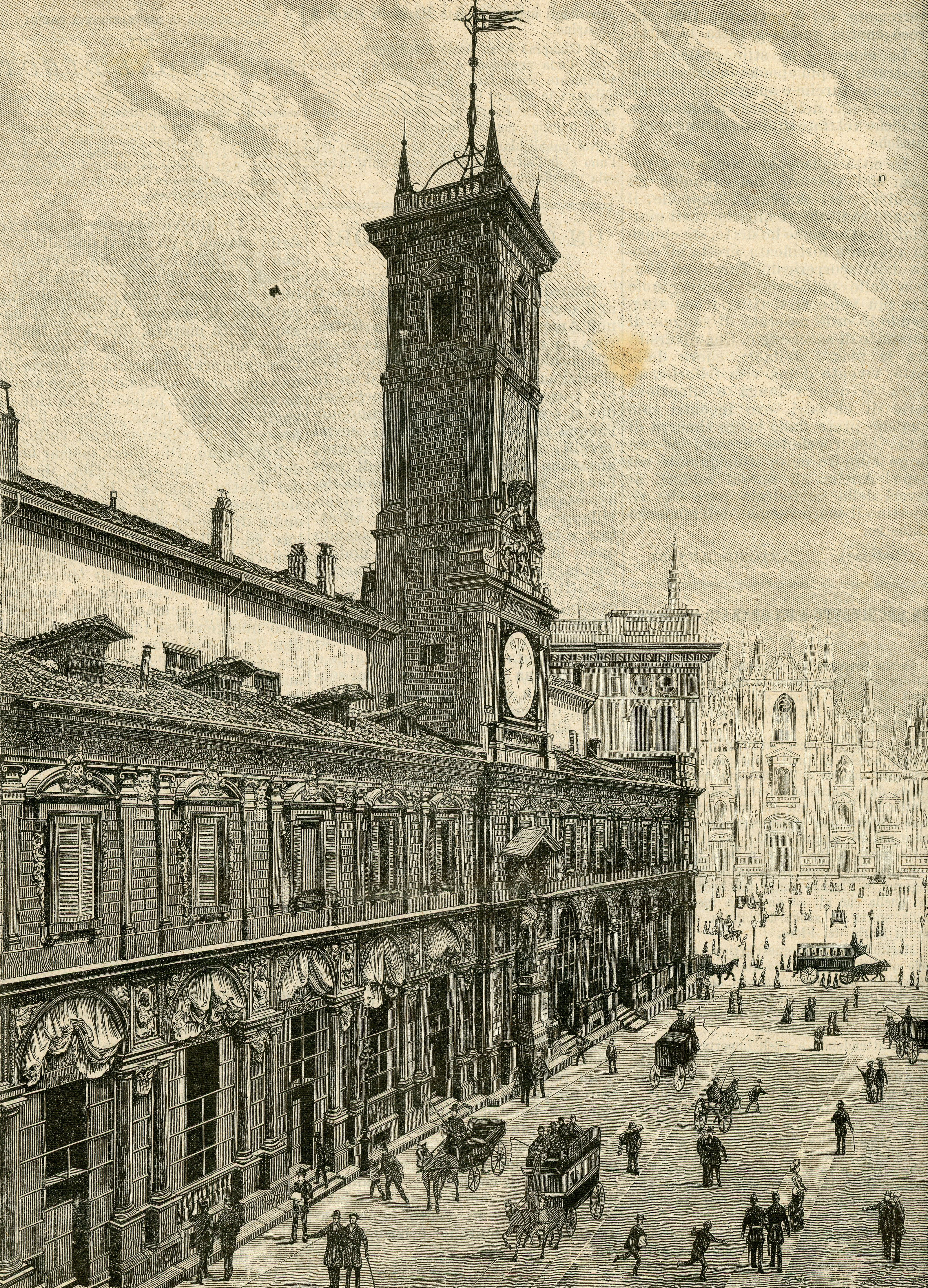
米蘭證券交易所

此外在同一個城市米蘭，有很多與大型生產和製造業相關的貿易，包括鞋廠和金屬鑄造廠。另一方面，在威尼斯，捕魚和造船活動很普遍，因為該市與的里雅斯特一起代表了奧地利帝國的主要港口，也是通往地中海的唯一主要出口。
王國最大的商業中心是米蘭證券交易所，由1816年5月的帝國法令確認，由證券交易所市長管理，其任命由商會做出。1830年後，隨著現代運輸和通信網路的誕生，絲綢貿易有了長足的增長，證券交易所的活動開始鞏固。1832年交易了四種公共債務證券，1841年增加到七種，1858年，除了八種公共債務證券外，還出現了第一隻股票，即鐵路公司的股票。證券交易所交易量最大的國內商品是絲綢，其次是紗線、乳製品、小麥和金屬。另一方面，外國商品主要由殖民地商品組成，如糖、咖啡和香料。

### 交通

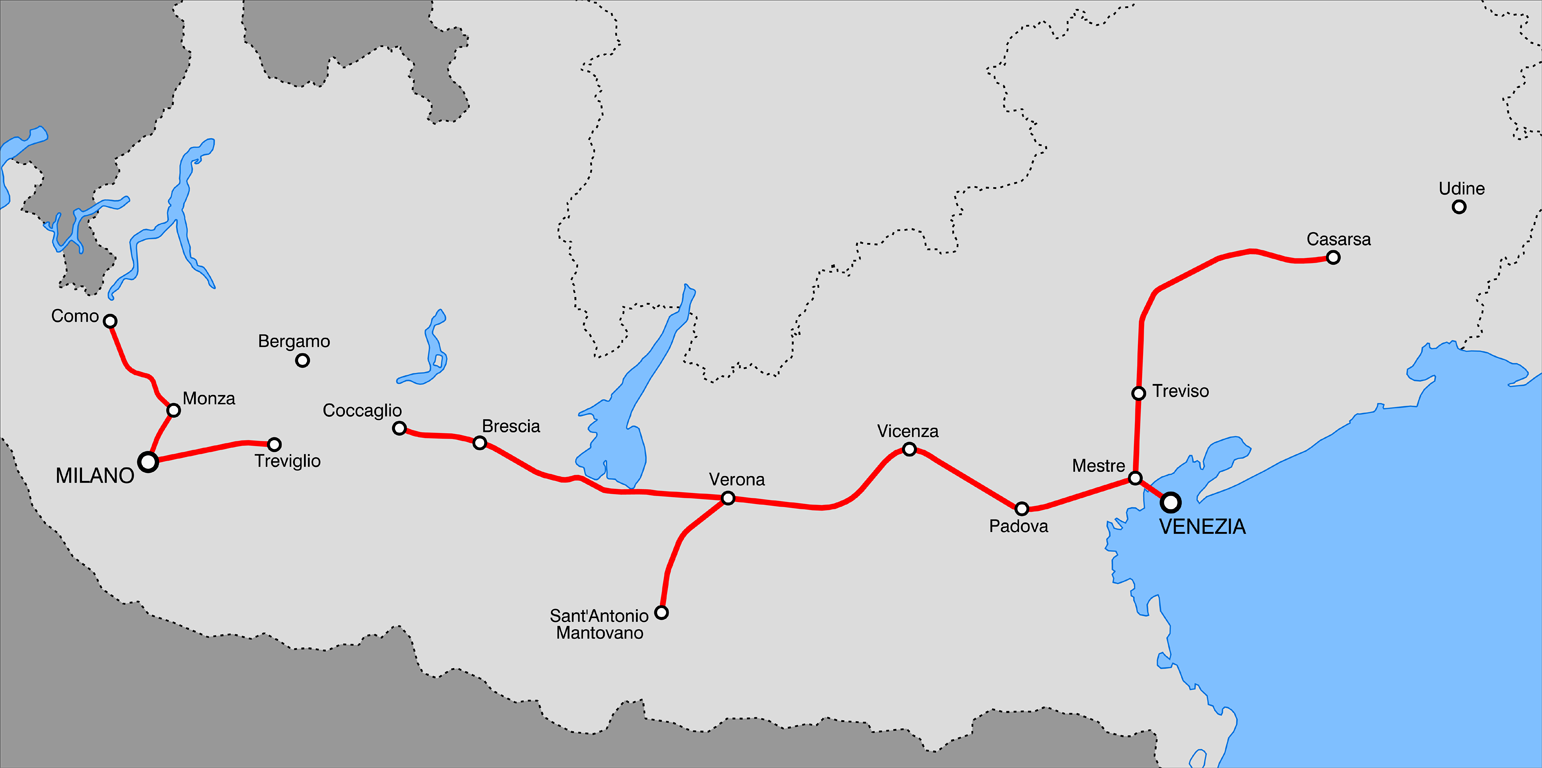
1856年時的鐵路

從當時已經進行的研究中，倫巴第-威尼斯王國在運輸和通信線路領域也處於領先地位，特別是如果與當時半島的其他國家相比。在倫巴第和威尼托之間相當長的距離上修建了鐵路，使得該國僅次於撒丁王國，由於加富爾的推動，這項進化工作早在幾年前就開始了。
諾瓦拉-米蘭鐵路線於1859年5月開通，這是撒丁王國和倫巴第王國之間長期合作成本談判的結果，儘管不到一個月後，米蘭人將被維托里奧·埃馬努埃萊二世征服，由於皮埃蒙特人入侵奧地利領土，該戰役將直接涉及這條鐵路。
倫巴第-威尼托王國廣泛使用的另一種交通工具（也考慮到存在大型水道）是乘船運輸。公共汽車沿著納維利奧格蘭德和倫巴第的其他小運河定期運行，將郊區的大部分地區與米蘭的達塞納連接起來，而在威尼斯，渡輪將瀉湖的島嶼相互連接起來，並與伊利里亞海岸相連。

## 軍隊

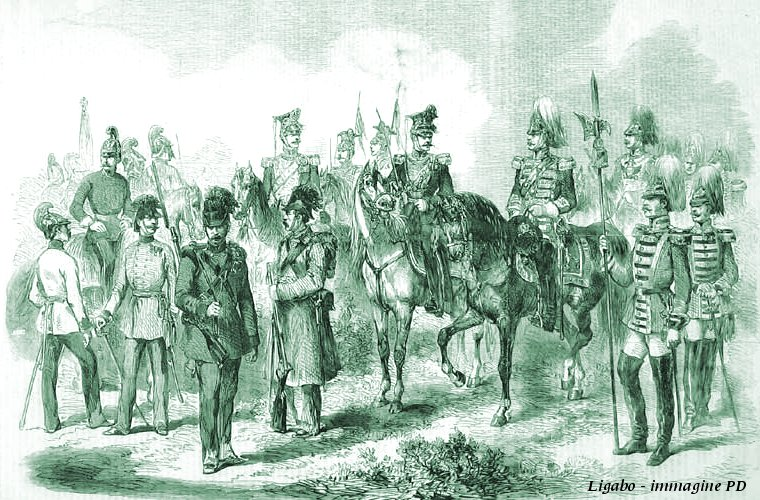
倫巴第-威尼托王國陸軍

駐紮在王國的奧地利帝國軍隊在維羅納，有一個倫巴第-威尼斯總軍事司令部，首先由約翰·弗里蒙特領導，最後由約瑟夫·拉德茨基領導，總共由九個團組成，分別為
- 第23團（洛迪）
- 第38團（布雷西亞）
- 第43團（貝加莫）
- 第44團（米蘭）
- 第55團（蒙扎）
- 第13團（帕多瓦）
- 第16團（特雷維索）
- 第26團（烏迪內）
- 第45團（維羅納）

## 國王
倫巴第-威尼托王國共產生過3任國王，此前統治者為哈布斯堡家族（1802-14年間被波拿巴家族褫夺）的米蘭公爵以及被廢除的威尼斯總督。
| 國王                                                       | 國王                           | 任期                                                         | 繼承權                                                     | 總督                                 |
| ---------------------------------------------------------- | ------------------------------ | ------------------------------------------------------------ | ---------------------------------------------------------- | ------------------------------------ |
| 弗朗茨一世 (弗蘭西斯科一世) 1768–1835 (67歲)               |                                | 1815年6月9日 –1835年3月2日                                   | - 利奧波德二世的兒子 （長子繼承權） - 被維也納會議授予頭銜 | 1815–1816：海因里希·冯·贝勒加德      |
| 弗朗茨一世 (弗蘭西斯科一世) 1768–1835 (67歲)               | 1816–1818：奧地利的安東·維克多 | 1815年6月9日 –1835年3月2日                                   | - 利奧波德二世的兒子 （長子繼承權） - 被維也納會議授予頭銜 |                                      |
| 弗朗茨一世 (弗蘭西斯科一世) 1768–1835 (67歲)               | 1818–1848：奧地利的萊納大公    | 1815年6月9日 –1835年3月2日                                   | - 利奧波德二世的兒子 （長子繼承權） - 被維也納會議授予頭銜 |                                      |
| 費迪南一世 (費爾南多一世) 1793–1875 (82歲)                 |                                | 1835年3月2日 –1848年12月2日 （由於1848年革命被迫退位）       | - 弗朗茨一世的兒子 （長子繼承權）                          |                                      |
| 弗朗茨·约瑟夫一世 (弗蘭西斯科·朱塞佩一世) 1830–1916 (86歲) |                                | 1848年12月2日 –1866年10月12日 （由於普奧戰爭的失敗被迫退位） | - 弗朗茨一世的孫子 - 費迪南一世兄弟唯一倖存的兒子 (血親)   | 1848–1857：约瑟夫·拉德茨基·冯·拉德茨 |
| 弗朗茨·约瑟夫一世 (弗蘭西斯科·朱塞佩一世) 1830–1916 (86歲) | 1857–1859：奧地利的马克西米连  | 1848年12月2日 –1866年10月12日 （由於普奧戰爭的失敗被迫退位） | - 弗朗茨一世的孫子 - 費迪南一世兄弟唯一倖存的兒子 (血親)   |                                      |
| 弗朗茨·约瑟夫一世 (弗蘭西斯科·朱塞佩一世) 1830–1916 (86歲) | 1859：久洛伊·费伦茨            | 1848年12月2日 –1866年10月12日 （由於普奧戰爭的失敗被迫退位） | - 弗朗茨一世的孫子 - 費迪南一世兄弟唯一倖存的兒子 (血親)   |                                      |

## 外部連結
- （英文）意大利統一運動簡史及年表（页面存档备份，存于）
- （英文）1848年至1849年之倫巴第-威尼托